# 哇龙山墓地
哇龙山墓地，位于中国青海省贵德县河阴镇邓家村，为第四批青海省文物保护单位，公布日期为1986年5月27日，类型为古墓葬。
哇龙山墓地的历史年代为卡约文化。